# ディプスファンタジア
『ディプスファンタジア』はHEADLOCKが開発し、エニックス（現：スクウェア・エニックス）が運営していたWindows用オンラインゲーム。種別はMMORPG。

## 概要
キャラクターデザイン・イラストレーションに山下しゅんやを迎え、個性豊かな登場キャラクターが独特の雰囲気を出している。
エウロギア大陸から遥かなる地、リトス島、島で伝説の宝珠のかけら”ライフジェム”が見つかったのと同時にむ、リトス島周辺にいるモンスターの動きが狂暴化する。フレイヤーは大陸へ派遣された冒険者となり、リトス島でモンスターの討伐とライフジェム探しを行うことになる。
戦士、魔法使い、盗賊、僧侶のいずれかを選び、最大4人パーティーでリトス島各地を旅し、クエストをこなしていくことになる。戦闘は各自のポジションニングによって、陣形効果がプラスされる。
2001年12月6日に発売し、2つの拡張ディスクと、それを含んだオールインワンパッケージが発売されていたが、2005年11月13日をもってサービスを終了した。

## キャラクター
プレーヤーはオリジンベルや訪れた先々で、様々なNPCと出会う。NPCとの会話の時はキャラクター描写の表示も加わる。

### ノンプレーヤーキャラクター
ガトー・クリュー・ソー
村を襲うドラゴンに単身立ち向かい、人々を救った英雄。半日におよぶ戦いで、ドラゴンの返り血をあびてしまったことで、身体に呪いがかけられている。
レイア・エーリノス
深手の外傷も一瞬で治せる上位回復魔法を得意とする。彼女の素性は謎に包まれている。
グラナティス
大斧を使いこなす女性盗賊。「悪からしか金品は奪わない」ことを信条として密貿易者や高利貸しなどを対象にしている。
エテルナ
オリジンベルにある教会で、冒険者たちを導くシスター。幼少の頃、数多くの村の子どもの中から選ばれ、光の神に仕える巫女として育てられた。
リルル
オリジンベルにしばしば遊びにくる、いたずら好きの小さな妖精。

## サービス
- 2001年12月6日、ディプスファンタジア（Depth Fantasia）発売
- 2002年5月30日、ディプスファンタジア パワーアップキット 〜黄昏の王国〜
- 2003年5月23日、ディプスファンタジア パワーアップキット2 〜ダロスへの帰還〜
- 2003年12月4日、ディプスファンタジア オールインワンパック 4つの紋章
- 2005年7月11日、サービス終了決定を告知
- 2005年11月13日、24時をもってサービス終了